# Doris Nußbaumer
Doris Nußbaumer (* 1973 in Gmunden, Oberösterreich) ist eine österreichische Schriftstellerin.

## Leben
Doris Nußbaumer lebt in Wien und ist als Schriftstellerin und Schreibpädagogin tätig. Sie unterrichtet kreatives Schreiben nach der Methode der Wiener Schreibpädagogik. Nußbaumer arbeitet seit 2012 als Kulturarbeiterin im Werkl im Goethehof - selbstverwaltete kulturelle Freiräume im Goethehof.
Mit El Awadalla und Traude Korosa organisierte Nußbaumer im Jahr 2000 die Widerstandslesungen Sprache ist Handeln.
Doris Nußbaumer ist Gründungsmitglied (2004) des Berufsverbandes Österreichischer SchreibpädagogInnen. Sie war von 2003 bis 2012 stellvertretende Vorsitzende der Österreichischen Dialektautor/innen/en (Ö.D.A.).

## Auszeichnungen
- 1997 Lise-Meitner-Literaturpreis für die Erzählung Ida.

## Publikationen
- Meine Sprache heißt FRAM, und das Eismeer ist ihre Stille. A-Uhudla-Verlag, Wien 2007, ISBN 978-3901561733.
- Programm Pandora. PROverbis Verlag, Wien 2014, ISBN 978-3-902838-08-7.
- Mörderische Menschenspiele Literatur und Kunstverein fabrik.transit, Wien 2017, ISBN 978-3-9504068-9-4

Anthologien
- Ida. in: Female science faction. Ausgewähltes vom Lise-Meitner-Literaturpreis. El Awadalla (Hrsg.), Promedia Verlag, Wien 2001.
- Früh. Stück mit V. in: Verlassen, Verlies, Verlassen. Passwort Beziehungskisten. Brauner (Hrsg.), Aarachne-Verlag, Wien 2001.
- Patrick, siebeneinhalb in: Das große Verwandtenhasser-Buch. E. Petz (Hrsg.), Aarachne-Verlag, Wien 2001.
- Tin-Tan. in: Vom Wortfall vom Sammeln G. Brandl (Hrsg.), Verband Wiener Volksbildung, Wien 2002.
- Zapp! – Wahrheit macht frei. in: … bis sie gehen. – Vier Jahre Widerstandslesungen. Awadalla, Korosa (Hrsg.), Sisyphus Verlag, Klagenfurt 2004.
- Entschieden. in Frauen texten – Frauen lesen. Linkes Wort am Volksstimmefest 2011. Christoph Kepplinger-Prinz (Hrsg.), Globus Verlag, Wien 2012, ISBN 978-3-9502669-5-5.

Herausgeberin
- Female Science Faction Reloaded: Ausgewählte Erzählungen. Karin Ballauff, Helga Gartner, Roswitha Hofmann, Doris Nussbaumer (Hrsg.), Promedia Verlag, Wien 2009, ISBN 978-3853712962.